# Podisma
Podisma Berthold, 1827, è un genere di Ortotteri della famiglia Acrididae; lo si trova in Asia ed Europa.

## Tassonomia
Il genere comprende le seguenti specie:
- Podisma aberrans Ikonnikov, 1911
- Podisma amedegnatoae Fontana & Pozzebon, 2007
- Podisma cantabricae Morales-Agacino, 1950
- Podisma carpetana Bolívar, 1898
- Podisma dechambrei Leproux, 1951
- Podisma eitschbergeri Harz, 1973
- Podisma emiliae Ramme, 1926
- Podisma goidanichi Baccetti, 1958
- Podisma hesperus Hebard, 1936
- Podisma kanoi Storozhenko, 1994
- Podisma magdalenae Galvagni, 1971
- Podisma miramae Savenko, 1941
- Podisma pedestris (Linnaeus, 1758)
- Podisma ruffoi Baccetti, 1971
- Podisma sapporensis Shiraki, 1910
- Podisma satunini Uvarov, 1916
- Podisma silvestrii Salfi, 1935
- Podisma teberdina Ramme, 1951
- Podisma uvarovi Ramme, 1926

In Italia sono presenti otto specie:
Podisma dechambrei, Podisma eitschbergeri, Podisma emiliae, Podisma goidanichi, Podisma magdalenae, Podisma pedestris, Podisma ruffoi e Podisma silvestrii.

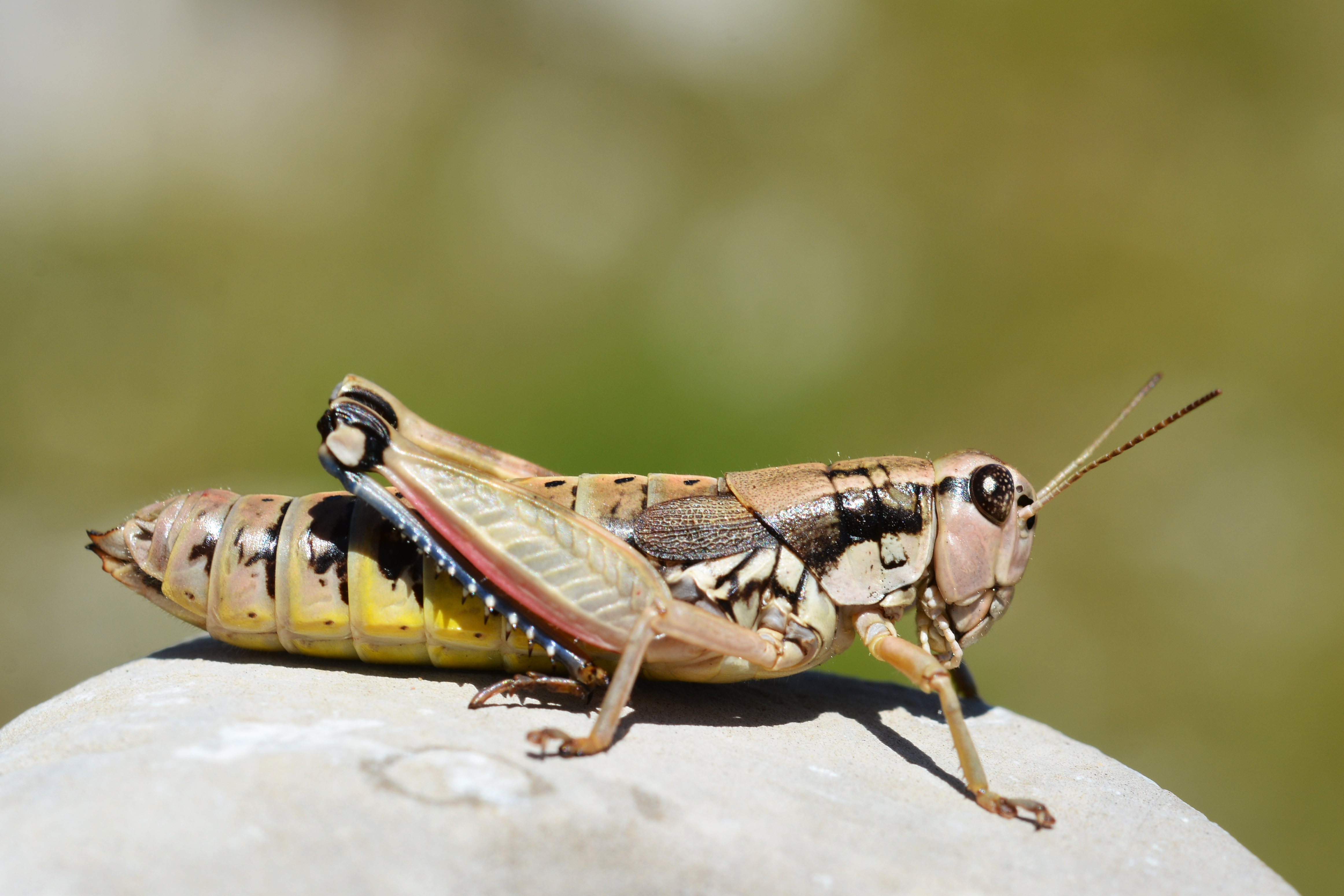
Podisma amedegnatoae
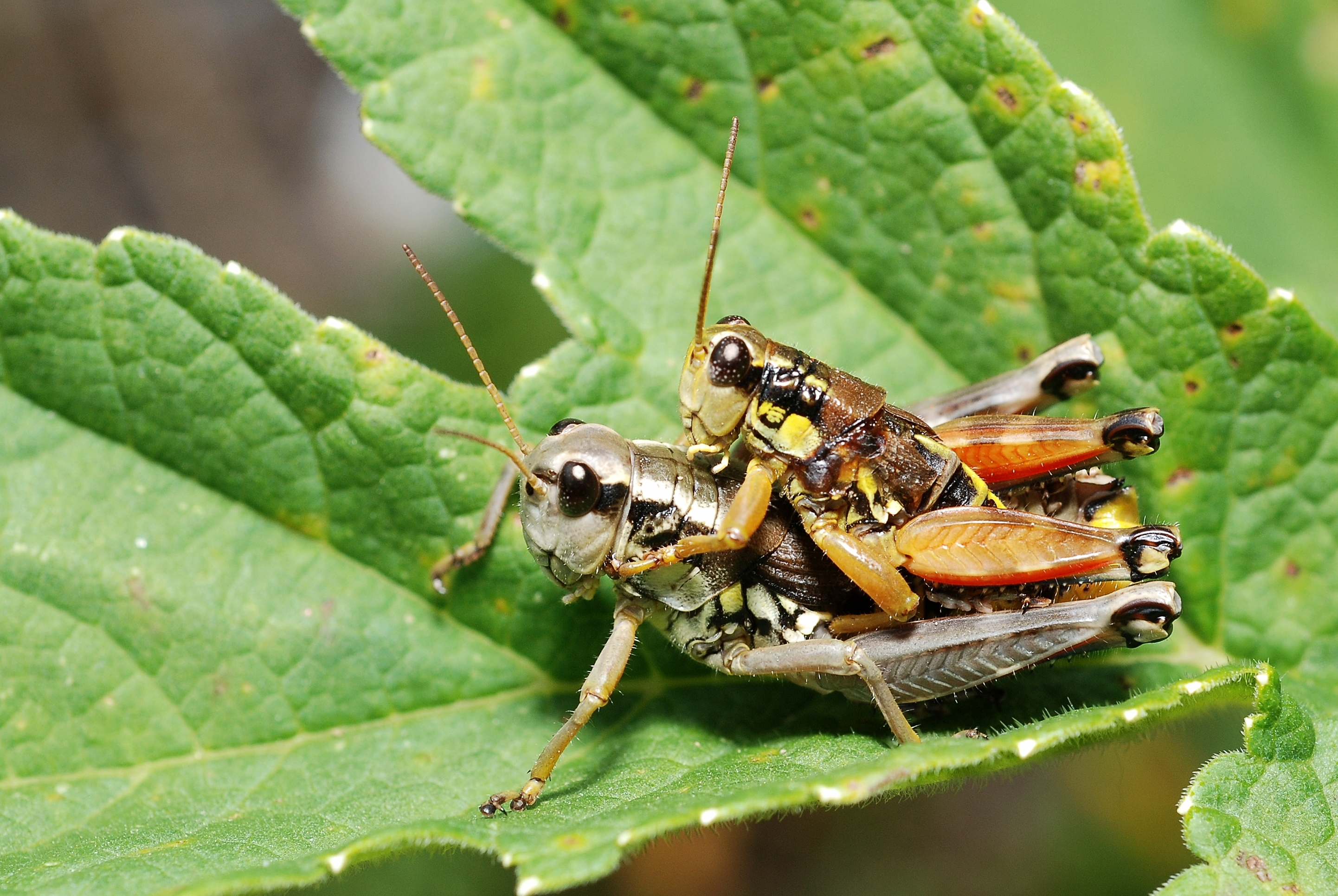
Podisma pedestris in accoppiamento
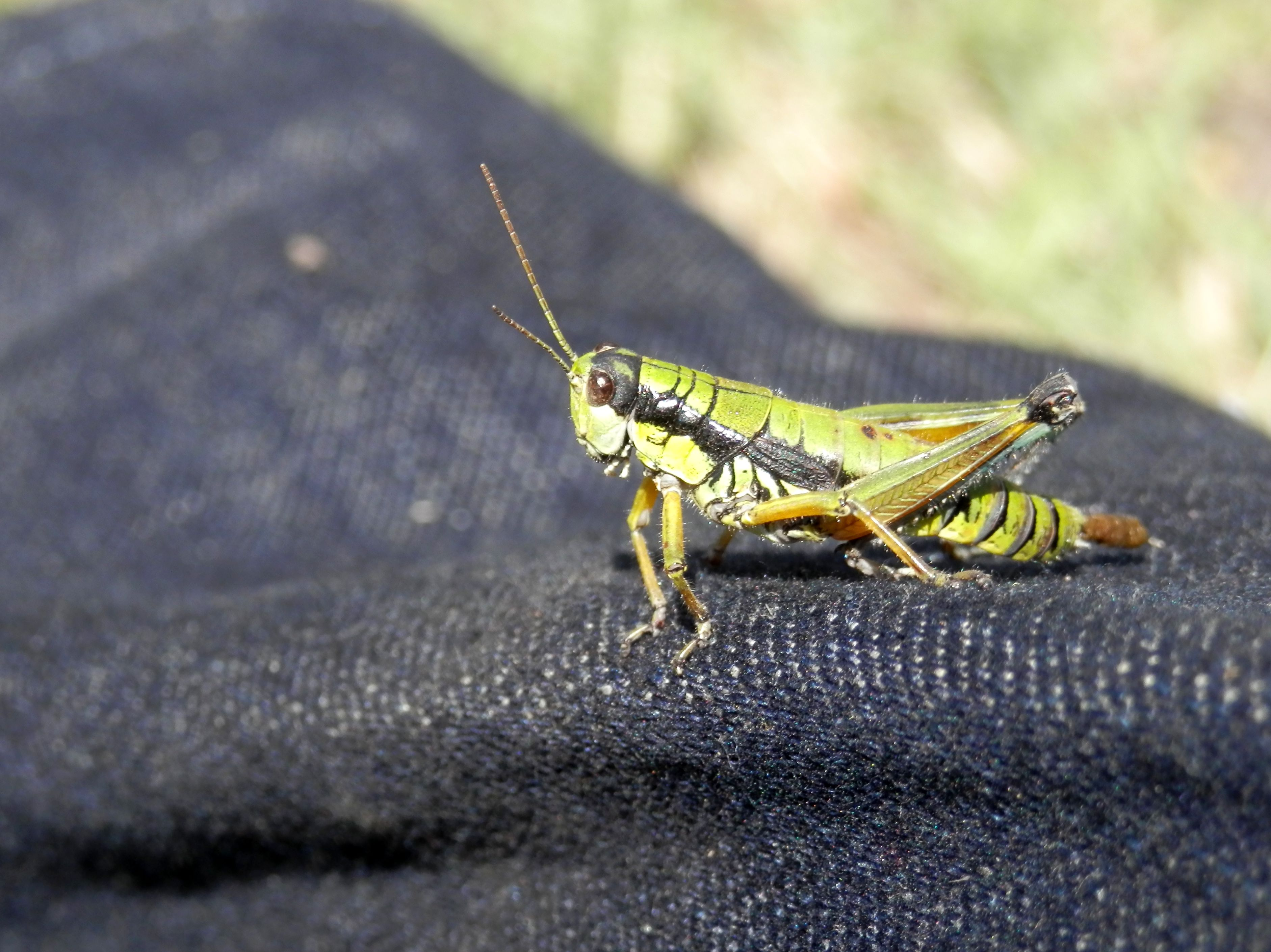
Podisma sapporensis
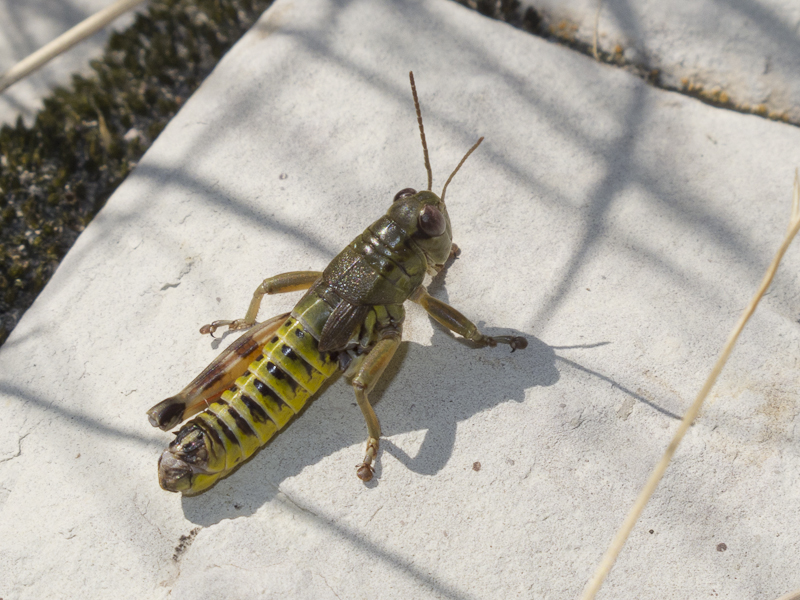
Podisma silvestrii
Podisma emiliae